# Castillo de Torrelobatón
El castillo de los Comuneros se impone sobre los Montes Torozos y es visible desde varios kilómetros a la redonda. Se sitúa en Torrelobatón, Provincia de Valladolid (Castilla y León, España). Se ha convertido en el símbolo de Torrelobatón. Es uno de los castillos de Castilla y León mejor conservados. Fue declarado Patrimonio histórico en 1949.
También se rodaron aquí algunas escenas de la película "El Cid" de Charlton Heston.

## Historia

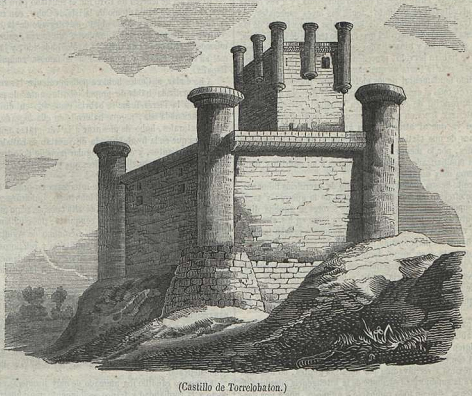
Grabado del castillo publicado en 1853 en Semanario Pintoresco Español.

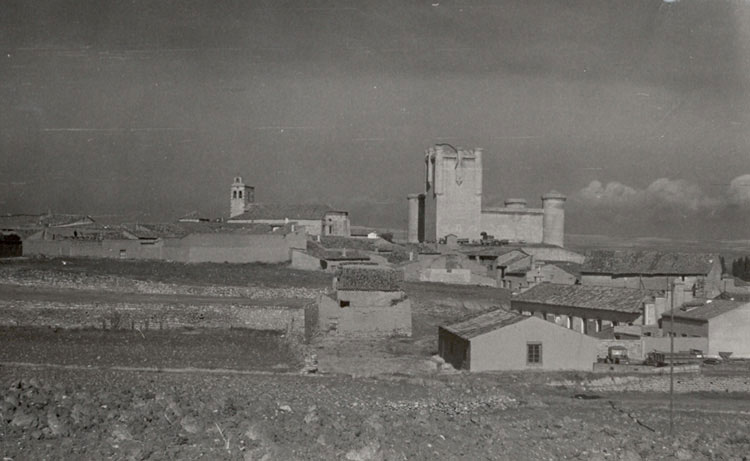
Imagen antigua de Torrelobatón y del castillo.

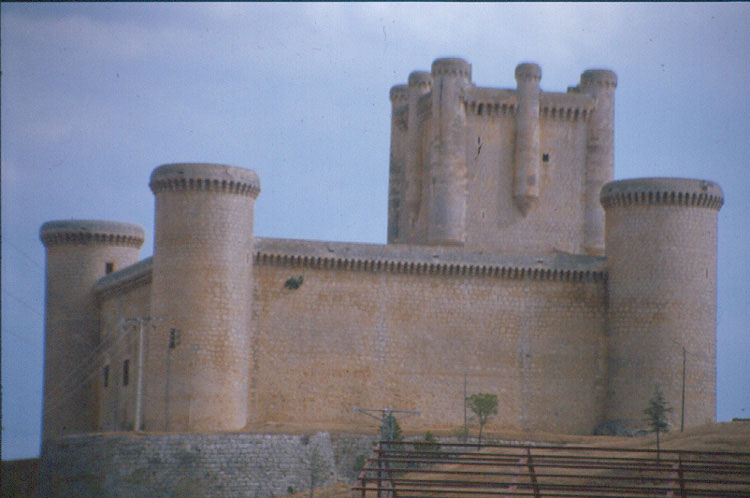
Diapositiva en color, último tercio.

Se comenzó su construcción en el siglo XIII con la intención de vigilar el valle del Hornija. Perteneció a los Enríquez, almirantes de Castilla (1455-1473) por lo que en la torre del homenaje se aprecian los blasones de esta familia. Debido a esto, también es conocido como el castillo de los almirantes. Se construyó en su totalidad a mediados del siglo XV y gracias a Gómez de Isla, que trabajaba en la Catedral de Palencia siguiendo el modelo de castillo llamado escuela de Valladolid.
La torre del homenaje tiene en la fachada los escudos de la familia de los Enríquez, almirantes de Castilla (un león debajo, la divisa de las áncoras o anclas marinas en la orla y dos castillos separados). También aparecen los escudos de Juana de Mendoza, de Diego Fernández Quiñones y María de Toledo. El blasón principal es colocado por don Fadrique y permitido por Juan II.
Tuvo un papel importante en la guerra de las Comunidades de Castilla, al ser escenario de una gran victoria de los comuneros, al vencer estos tras ocho días de asedio a la fortaleza en febrero de 1521. Los defensores de este fueron rodeados en la torre del homenaje. Los daños causados al castillo fueron reparados en 1535 en una reconstrucción de gran dificultad que le da sus almenas tipo buzón de la actualidad.
Y es el último lugar en el que los comuneros dejaron huella, tras partir rumbo a Toro el 23 de abril de 1521 y ser alcanzados en Villalar, derrotados y ajusticiados.

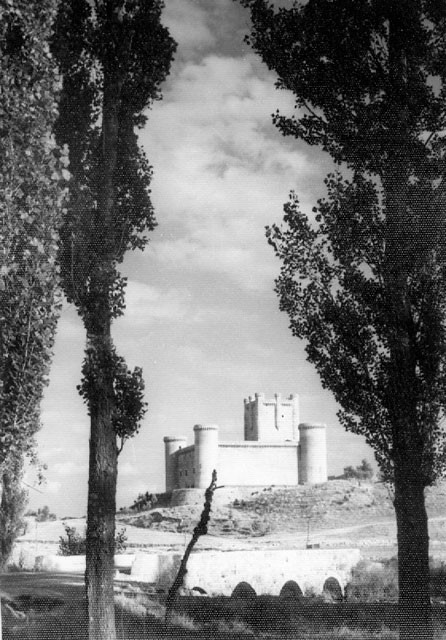
Fotografía en blanco y negro que muestra el emplazamiento del castillo de Torrelobatón.

En el siglo XVIII los Enríquez dejan de poseer la villa y, por tanto, el castillo. Pero este estuvo ligado a este linaje hasta el siglo XIX. En los años 1950 pasa a depender del Servicio Nacional del Trigo (SNT) del Ministerio de Agricultura, haciendo de almacén de cereales. El 1 de abril de 2003 la Junta de Castilla y León cede el castillo a Torrelobatón.
Tras ser rehabilitado y acondicionado, desde 2007 alberga el Centro de Interpretación de la Guerra de las Comunidades, promovido por la Fundación del Patrimonio Histórico de Castilla y León, la Fundación Villalar-Castilla y León y el ayuntamiento de Torrelobatón.

## Construcción
Su diseño corresponde a la Escuela de Valladolid. Las torres de homenaje de Medina del Campo, Peñafiel y Fuensaldaña repiten las proporciones de la de Torrelobatón. Se emplea para su construcción sillería y hormigón. Los muros son muy altos y forman un cuadrado con cubos circulares en tres de sus esquinas (de unos 20 metros de altura y 10 de lado) y una torre cuadrada del Homenaje (de unos 40 metros de altura, 20 de lado y 5 de grosor). Sobre la torre del homenaje hay ocho torreones circulares que sirven para vigilar y atacar. Al oeste quedan restos de una antigua barbacana desaparecida. El castillo está rodeado de restos de un foso. El castillo poseía originalmente un sistema de almenas en todos sus niveles, pero este fue reformado en el siglo XVI. Los cubos angulares del castillo, que poseían capacidad para diez soldados, y las troneras superiores se usaban para disparar desde ellas con ballestas y arcabuces. Antiguamente existía una entrada secreta al patio de armas, esa entrada era estrecha y muy difícil de encontrar, estaba situada en el foso del muro norte. El arco de entrada antiguo aún se conserva actualmente, es de medio punto, también se conservan las troneras verticales y el hueco para el rastrillo. Esta puerta llevaba directamente al patio de armas.
El aljibe se ubica a unos cincuenta metros del castillo, frente a la iglesia de Santa María y actualmente es una bodega particular. Es posible que este conecte con el castillo a través de un paso subterráneo. Es de sillería y bóveda de cañón.

### Torre del homenaje

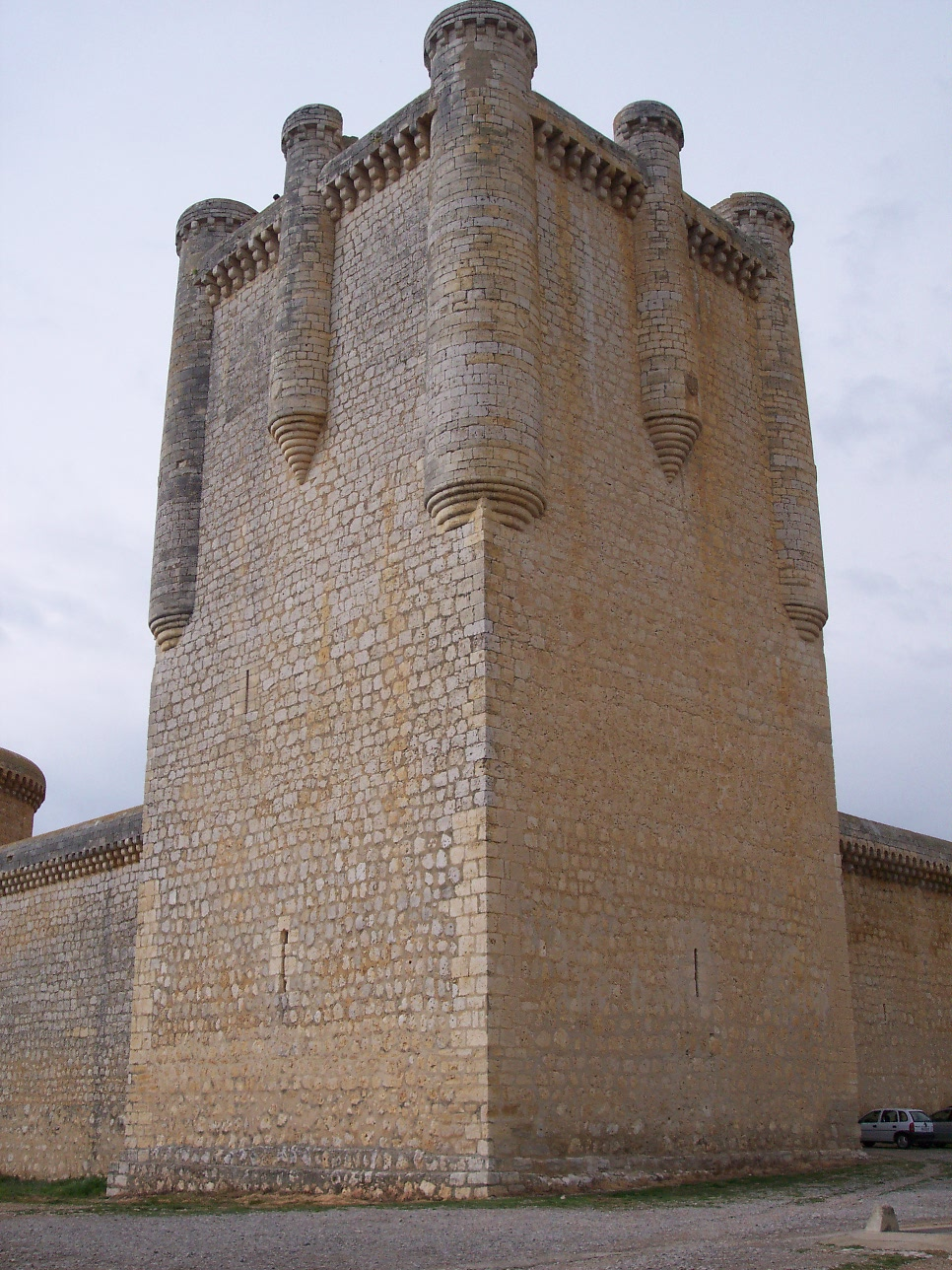
Torre del homenaje del castillo.

El interior de la torre del homenaje consta de tres pisos. Se subía a ellos por una escalera de 143 peldaños que estaba interrumpida por multitud de puertas, tal y como demuestran los arcos en su recorrido. Los tres pisos poseen bóvedas. La antigua puerta de la torre estaba situada a mitad de su altura y comunicaba con el adarve por un puente.
La torre tiene en la parte baja una antesala situada en el muro que era el primer acceso desde el patio. El piso inferior se cubre con un cañón apuntado y la parte de abajo del muro pertenece a la primitiva y antigua torre construida por Alfonso Enríquez. La torre parece una torre de influencia portuguesa de segunda mitad del siglo XIV.
La segunda altura de la torre es más propia de finales del siglo XV y tiene una bóveda de crucería.
En el tercer piso destaca una gran sala con bóveda que probablemente estuvo dividida en dos alturas.
En las reparaciones de después de las Comunidades se cambian las puertas de entrada a la torre, pasando a ser conopiales.

## Descripción
Se realizó con excelente piedra de cantería. Está compuesto por un patio cuadrangular con tres cubos en los ángulos y una torre del homenaje. Formaba parte del cordón defensivo de la villa. Poseía una muralla exterior, de la que hoy solo quedan retazos.